# Semustine
Semustine là một loại thuốc được sử dụng trong hóa trị liệu. Nó có cấu trúc tương tự như lomustine, được phân biệt với nó chỉ bởi một nhóm methyl bổ sung. Nó đã được đưa ra khỏi thị trường thuốc để điều tra về tác dụng gây ung thư của nó, được đánh giá là chất gây ung thư IARC Nhóm 1 hoặc một chất gây ung thư được biết đến.